# Huish (Teignbridge)
Huish is een buurt in de civil parish Tedburn St. Mary, in het bestuurlijke gebied Teignbridge, in het Engelse graafschap Devon. Het ligt ten noorden van de A30 tussen Tedburn St. Mary en Pathfinder Village, 12.0 km ten westen van Exeter.
Huish dat in het Domesday Book (1086) voor komt als 'Chiwartiwis'. bestaat uit 'Great Huish' en 'East Huish'. Tegenwoordig als Great Huish Farm en East Huish Farm. 
In Great Huish staat een boerderij die onder de English Heritage valt. Hij is van oorsprong vroeg 16e eeuw met uitbreidingen en verbouwingen uit de 17e en 20e eeuw.